# Zalujjea, Zbaraj
Zalujjea (în ucraineană Залужжя) este localitatea de reședință a comunei Zalujjea din raionul Zbaraj, regiunea Ternopil, Ucraina.

## Demografie
Componența lingvistică a localității Zalujjea
     Ucraineană (97,99%)
     Rusă (2,01%)
Conform recensământului din 2001, majoritatea populației localității Zalujjea era vorbitoare de ucraineană (97,99%), existând în minoritate și vorbitori de rusă (2,01%).